# Epidendrum lilijae
Epidendrum lilijae är en orkidéart som beskrevs av Ernesto Foldats. Epidendrum lilijae ingår i släktet Epidendrum och familjen orkidéer. Inga underarter finns listade i Catalogue of Life.